# Saint-Romain-le-Puy
Saint-Romain-le-Puy ist eine französische Gemeinde mit 4121 Einwohnern (Stand: 1. Januar 2022) im Département Loire in der Region Auvergne-Rhône-Alpes. Sie gehört zum Arrondissement Montbrison und zum Kanton Montbrison. Die Einwohner werden Romanais und Romanaises genannt. 

## Geografie
Saint-Romain-le-Puy liegt am Fuß der Berge des Forez im Zentralmassiv und wird vom Canal du Forez durchzogen. Das  Gemeindegebiet wird durch den Bach Fumouse und das Flüsschen Curraize mit ihren Zubringern zur Mare, die an der östlichen Gemeindegrenze verläuft, entwässert. Umgeben wird Saint-Romain-le-Puy von den Nachbargemeinden Précieux im Norden, Sury-le-Comtal im Osten und Südosten, Boisset-Saint-Priest im Süden, Saint-Georges-Haute-Ville im Westen und Südwesten sowie Saint-Thomas-la-Garde und Montbrison im Nordwesten.

## Bevölkerungsentwicklung
| Jahr                       | 1962 | 1968 | 1975 | 1982 | 1990 | 1999 | 2006 | 2017 |
| -------------------------- | ---- | ---- | ---- | ---- | ---- | ---- | ---- | ---- |
| Einwohner                  | 2334 | 2459 | 2475 | 2423 | 2616 | 2803 | 3342 | 3998 |
| Quellen: Cassini und INSEE |      |      |      |      |      |      |      |      |

## Wirtschaft und Infrastruktur

### Wirtschaft
In Saint-Romain-le-Puy befindet sich ein großes Werk des Glasherstellers Verallia.

### Verkehr
Durch die Gemeinde führt die frühere Route nationale 8. Sie hat einen Bahnhof an der Bahnstrecke Clermont-Ferrand–Saint-Just-sur-Loire, der im Regionalverkehr von Zügen des TER Auvergne-Rhône-Alpes zwischen Saint-Étienne Châteaucreux und Boën bedient wird.

## Sehenswürdigkeiten
- Ehemalige romanische Priorei mit Ursprüngen aus dem 10. Jahrhundert, seit 1875 als Monument historique klassifiziert
- Kirche der Priorei, ab dem 10. Jahrhundert errichtet, seit 1862 als Monument historique klassifiziert
- Kirche Saint-Romain
- Schloss La Bruyère mit Park, errichtet am Ende des 18. Jahrhunderts und zu Beginn des 19. Jahrhunderts, Fassaden und Dächer des Schlosses sowie Taubenschlag seit 1982 als Monument historique eingeschrieben, Teile der Inneneinrichtung seit 1982 klassifiziert

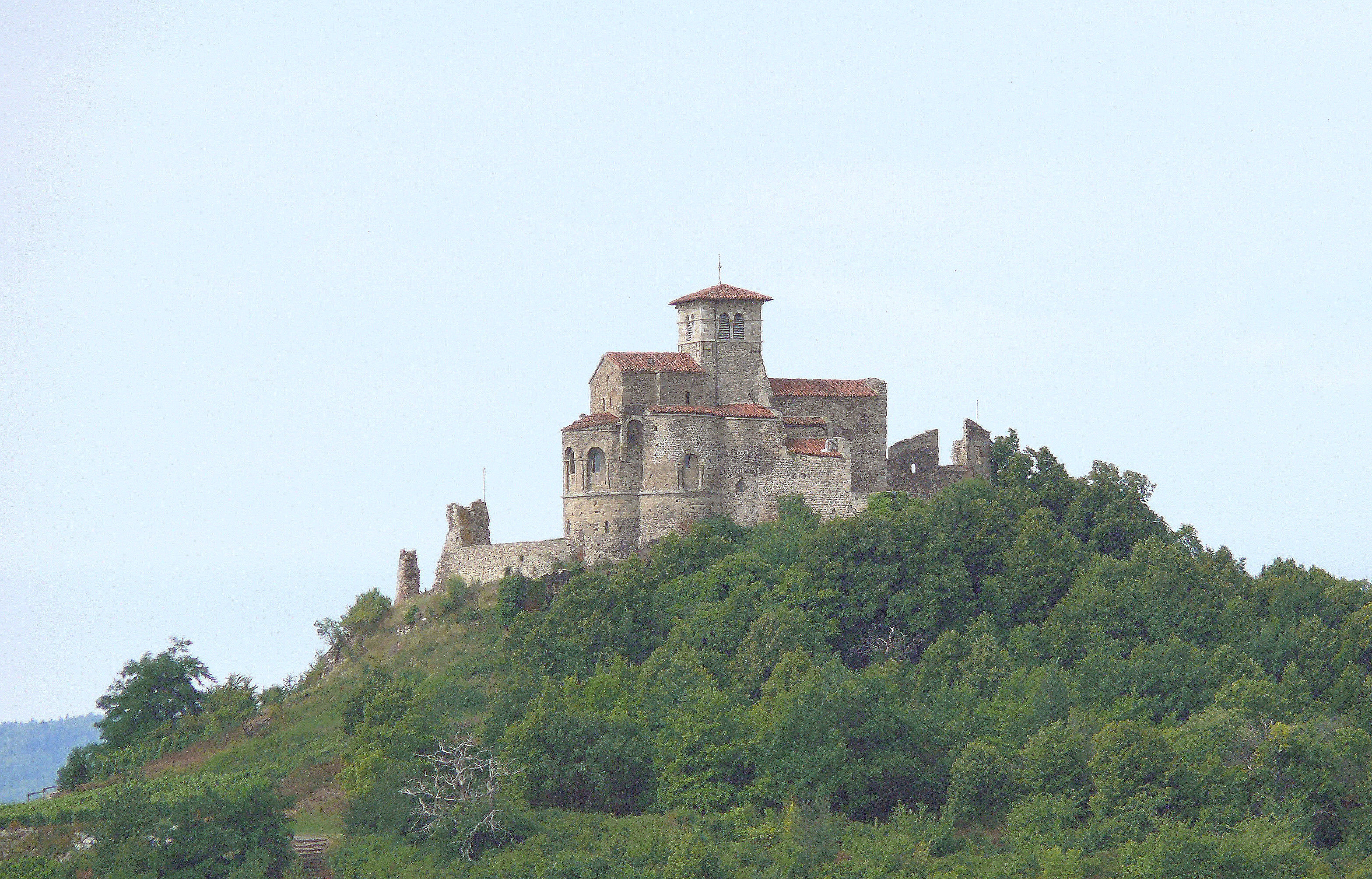
Priorat mit Kirche
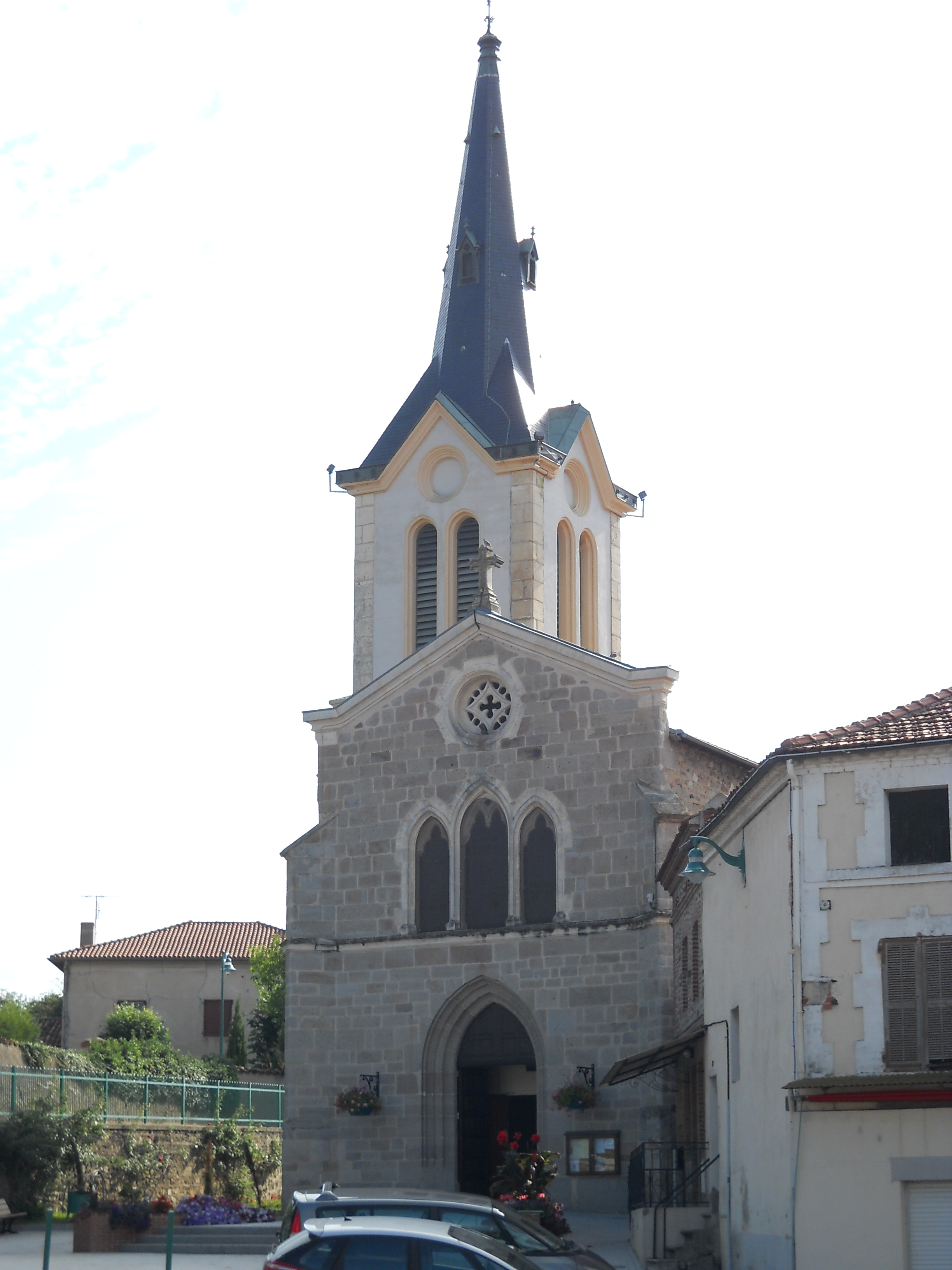
Kirche Saint-Romain

## Gemeindepartnerschaft
Mit der italienischen Gemeinde Monte San Biagio in der Provinz Latina (Latium) besteht eine Partnerschaft.